# Primul răspuns certificat
Primul răspuns certificat este o persoană care a finalizat un curs și a primit certificat  în acordarea de îngrijiri pre-spitalicești pentru urgențe medicale. Persoanele certificate sunt acelea care au mai multe informații decât cei care au fost instruite pentru acordarea primului ajutor de bază și resuscitarea cardiopulmonară(RCP), dar au cunoștințe de îngrijire  medicale avansate (tehnicienii medicali de urgență - EMT) și paramedicii).
Asistența medicală avansată este de obicei oferită de EMS, deși unii ofițeri de poliție și pompieri se antrenează și pentru a deveni tehnicieni medicali de urgență sau paramedici.

## Franța
În Franța, îngrijirea pre-spitalicească este efectuată fie de primii pompieri certificați veniți la fața locului (sapeurs-pompiers, în majoritatea situațiilor de urgență), fie de la o companie de ambulanță privată (urgența la domiciliu), sau de către o echipă medicală care include un medic, o asistentă medicală și un tehnician de ambulanță(numit „ SMUR ”). Scara intermediară, asistenta de pompieri (infirmier sapeur-pompier, ISP), este doar o evoluție recentă și este realizată de asistenții care au fost instruiți special acționând cu protocoale de urgență; aceste asistente medicale sunt echivalentul francez al paramedicilor. Sosirea primilor respondenți este astfel cel mai frecvent rezultat al unui apel de urgență. În plus, în Franța există o rețea de asociații de prim-răspuns, precum Crucea Roșie Franceză (Croix-rouge française), Protecția Civilă Franceză (Protection civile), FFSS (Fédération Française de Sauvetage et de Secourisme) sau altele.

## Statele Unite ale Americii
Domeniul de practică
Primele persoane certificate în asistență de urgență medicală din SUA pot oferi asistență de urgență inițială mai întâi la fața locului (poliție/ pompieri/căutare și salvare) sau pot sprijini tehnicienii medicali de urgență și paramedicii. Abilitățile permise la acest nivel sunt foarte asemănătoare cu cei din EMT, inclusiv controlul sângerării, ventilația cu presiune pozitivă cu o mască, căile respiratorii orale, căile respiratorii nazale, administrarea suplimentară de oxigen, aspirația, resuscitarea cardiopulmonară(CPR), utilizarea unui sistem extern automat defibrilator(DEA), stabilizarea manuală a fracturilor și asistarea în administrarea medicamentelor de bază. De asemenea, sunt instruiți în ambalarea, mutarea și transportul pacienților.
Salvare
La National Fire Protection Association standardele 1006 [8] și 1670  afirmă că toți „salvatori“ trebuie să aibă o pregătire medicală pentru a efectua orice operațiuni de salvare inclusiv tăierea vehiculul în sine în timpul unei descarcerare.
Primii răspuns certificat tradițional
Primul curs de instruire pentru lucrătorii din serviciile de urgență (pompierii profesioniști și voluntari) cuprinde cunoștințe strict minime pentru rezolvarea unei situații de urgență inclusiv acordarea primului ajutor medical. 
Intervenții non-tradiționale
Personal intervenții non-tradiționale include:
- Lucrători de utilități
- Personal de gestionare a situațiilor de urgență
- Personal de căutare și salvare
- Salvamari
- Patrula de schi
- Membrii echipei de intervenție în caz de urgență comunitară (CERT) (variază în funcție de jurisdicție în SUA)
- Agent de pază (cunoscut și sub numele de inspector de securitate, ofițer de securitate sau agent de protecție) este o persoană angajată de un guvern sau de o firmă privată pentru a proteja activele părții angajatoare(proprietate, oameni, echipamente, bani), etc.